# Romeo Benítez
Bernardo Romeo Benítez Fariña (Sargento José Félix López, 14 novembre 2002) è un calciatore paraguaiano, centrocampista dell'Olimpia in prestito dall'Athl. Paranaense.

## Carriera
Benítez è cresciuto nel settore giovanile del Guaraní ed ha debuttato in prima squadra il 10 aprile 2022 nell'incontro di División Profesional vinto 1-0 contro lo Sportivo Ameliano. Il 22 maggio seguente ha segnato il suo primo gol nel successo per 4-0 sul General Caballero (JLM). Nel 2023 ha iniziato a giocare con continuità concludendo la stagione con 8 reti in 42 presenza fra campionato, coppa nazionale e Coppa Sudamericana.
Il 19 dicembre 2023 è stato acquistato a titolo definitivo dall'Athl. Paranaense, con cui ha firmato un quinquennale. Utilizzato con poca frequenza, il 31 luglio è stato prestato al Tigre.

## Statistiche

### Presenze e reti nei club
Statistiche aggiornate al 13 luglio 2025.
| Stagione        | Squadra          | Campionato      | Campionato | Campionato | Coppe nazionali | Coppe nazionali | Coppe nazionali | Coppe continentali | Coppe continentali | Coppe continentali | Altre coppe | Altre coppe | Altre coppe | Totale | Totale | Totale |
| Stagione        | Squadra          | Comp            | Pres       | Reti       | Comp            | Pres            | Reti            | Comp               | Pres               | Reti               | Comp        | Pres        | Reti        | Pres   | Reti   |        |
| --------------- | ---------------- | --------------- | ---------- | ---------- | --------------- | --------------- | --------------- | ------------------ | ------------------ | ------------------ | ----------- | ----------- | ----------- | ------ | ------ | ------ |
| 2022            | Guaraní          | PD              | 20         | 2          | CP              | 0               | 0               | CL                 | 0                  | 0                  | -           | -           | -           | 20     | 2      |        |
| 2023            | Guaraní          | PD              | 32         | 5          | CP              | 2               | 1               | CS                 | 8                  | 2                  | -           | -           | -           | 42     | 8      |        |
| Totale Guaraní  | Totale Guaraní   | Totale Guaraní  | 52         | 7          |                 | 2               | 1               |                    | 8                  | 2                  |             | -           | -           | 62     | 10     |        |
| 2024            | Athl. Paranaense | A1/PR+A         | 5+0        | 1+0        | CB              | 0               | 0               | CS                 | 2                  | 0                  | -           | -           | -           | 7      | 1      |        |
| 2024            | Tigre            | PD              | 11         | 0          | CA+CdL          | 0               | 0               | -                  | -                  | -                  | -           | -           | -           | 11     | 0      |        |
| 2025            | Tigre            | PD              | 0          | 0          | CA              | 0               | 0               | -                  | -                  | -                  | -           | -           | -           | 0      | 0      |        |
| Totale Tigre    | Totale Tigre     | Totale Tigre    | 11         | 0          |                 | 0               | 0               |                    | -                  | -                  |             | -           | -           | 11     | 0      |        |
| 2025            | Olimpia          | PD              | 1          | 0          | CP              | 0               | 0               | CL                 | 0                  | 0                  | -           | -           | -           | 1      | 0      |        |
| Totale carriera | Totale carriera  | Totale carriera | 69         | 8          |                 | 2               | 1               |                    | 10                 | 2                  |             | -           | -           | 81     | 11     |        |

## Palmarès

### Club

#### Competizioni statali
- Campionato Paranaense: 1

Athl. Paranaense: 2024